# Зверино (остров)
Зверино (на английски: Zverino Island) е остров в Южните Шетландски острови, Антарктика.
Наименуван е в чест на село Зверино на 6 декември 2010 г.
Островът е с размери 1200 m на 700 m. Той е най-големият в островната група Мийд при северния вход в проток Макфарлан. Разположен е на 2,1 km североизточно от нос Фичето и 2,4 km източно от нос Уилямс на остров Ливингстън, и 1,9 km западно от нос Дъф на остров Гринуич. Заема площ от 48 ha. Районът е посещаван от ловци на тюлени през XIX век.
Извършвано е британско от 1968 г., чилийско от 1971 г., аржентинско от 1980 г. и българско от 2005, 2009 и 2017 г. картографиране на острова.

## Карти
- L.L. Ivanov et al. Antarctica: Livingston Island and Greenwich Island, South Shetland Islands. Scale 1:100000 topographic map. Sofia: Antarctic Place-names Commission of Bulgaria, 2005.
- L.L. Ivanov. Antarctica: Livingston Island and Greenwich, Robert, Snow and Smith Islands. Scale 1:120000 topographic map. Troyan: Manfred Wörner Foundation, 2010. ISBN 978-954-92032-9-5 (First edition 2009. ISBN 978-954-92032-6-4)
- Antarctic Digital Database (ADD). Scale 1:250000 topographic map of Antarctica. Scientific Committee on Antarctic Research (SCAR). Since 1993, regularly upgraded and updated.
- L.L. Ivanov. Antarctica: Livingston Island and Smith Island. Scale 1:100000 topographic map. Manfred Wörner Foundation, 2017. ISBN 978-619-90008-3-0